# 井上聡 (バスケットボール)
井上 聡（いのうえ そう、1983年1月18日 - ）は、愛媛県出身の元プロバスケットボール選手である。ポジションはF。背番号31。191cm、82kg。

## 来歴
新田高校から専修大学に進学。専修大学の黄金期を築いたメンバーの一人であり、波多野和也、中川和之らと同級生である。先輩には佐藤浩貴、青木康平がいる。
卒業後、bjリーグの高松ファイブアローズと練習生として契約。2007年にB契約となる。2008年末をもって退団。
元チームメイトである城間修平とは生年月日が2日しか違わない。
お笑いコンビ「次長課長」の井上聡とは漢字こそ同じであるが、「聡」の読みが異なる。また、バスケ界には一字違いの井上聡人（オーエスジーフェニックス東三河所属）がいる。